# Гніздовський Яків Якович
Яків Якович Гніздо́вський  (27 січня 1915, Пилипче — 8 листопада 1985, Нью-Йорк) — американський художник українського походження, графік, кераміст, мистецтвознавець.

## Життєпис

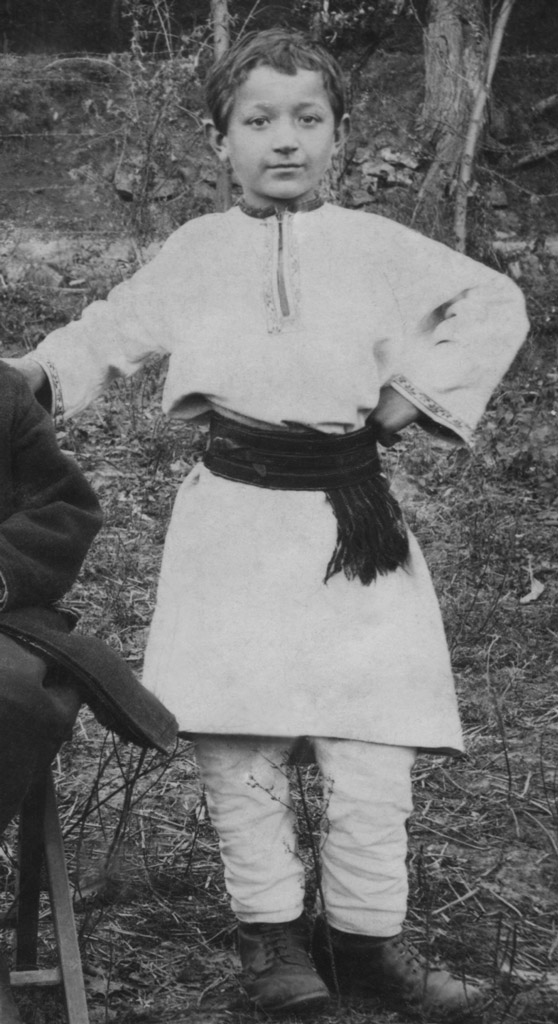
Яків Гніздовський у дитинстві.

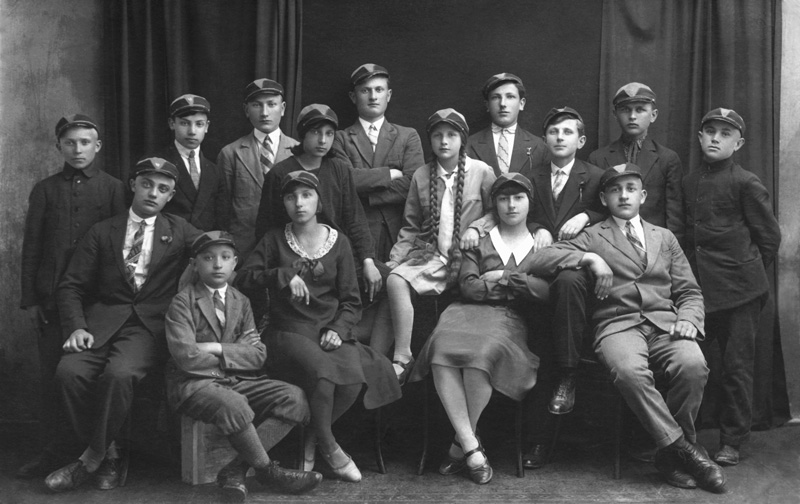
Шкільний клас Якова Гніздовського, який сидить на скриньці в передньому ряду; 1930-ті роки

Народився 27 січня 1915 року в селі Пилипчому, нині Чортківський район, Тернопільська область, Україна (тоді Королівство Галичини та Володимирії, Австро-Угорщина). Батько — Яків Гніздовський, походив з родини галицької околичної шляхти Гніздовських гербу Кораб. Батько служив дияконом Пилипченської греко-католицької парохії. Матір — Марту (уроджена Кубей) — у 14-річному віці взяли на виховання в родину Гніздовських, нащадкових дияконів церкви в Пилипчому. Вона рано осиротіла, коли її батьки померли від тифу. Після досягнення повноліття вона вийшла заміж за Якова Гніздовського, який закінчивши у цей час духовну семінарію у Львові, замінив батька Андрія у дияконському служінні. У родині було шестеро дітей, які народжувалися по їх одруженні упродовж 14 років з 1901 р. по 1915 р., наймолодшим був син Яків. Батько прожив 71 рік (1873—1944), мати — 78 (1883—1961).
Батьки не примушували дітей до роботи в полі. Яків, як і всі діти в родині Гніздовських, спочатку здобув початкову освіту в Пилипченській школі. У 12-річному віці продовжив навчання у Чортківській приватній гімназії імені Маркіяна Шашкевича, у якій провчився 8 років (1926—1933). У вересні 1933 року його разом з іншими сімома товаришами було заарештовано і суджено за приналежність до молодіжної організації «Юнацтво», керованої Організацією Українських Націоналістів (ОУН). Яків провів у в'язниці понад тиждень поки тривав суд. Під час суду свідчив про те, що не мав стосунку до політичної діяльності, а щодо виявлених у нього листівок пояснив, що знайшов їх випадково і не звертав на них жодної уваги. Під час процесу він робив портретні замальовки усіх, хто перебував у залі суду. І коли його адвокат показав суддям ці ескізи, це зробило позитивне враження на них. Прокурор зауважив, що так спокійно, без нервів може в залі суду малювати лише невинна особа. Усі обвинувачення з художника були зняті.
Восьмий клас Яків закінчував у Львівській духовній семінарії (малій). Опісля повернувся до рідного села, яке покинув в 1936 році, переїхавши до Львова, щоб продовжити навчання в школі прикладного мистецтва. У цей час він поєднував навчання з роботою за фахом, працюючи «молодшим карикатуристом» під опікою Едварда Козака у львівському сатиричному часописі «Комар».

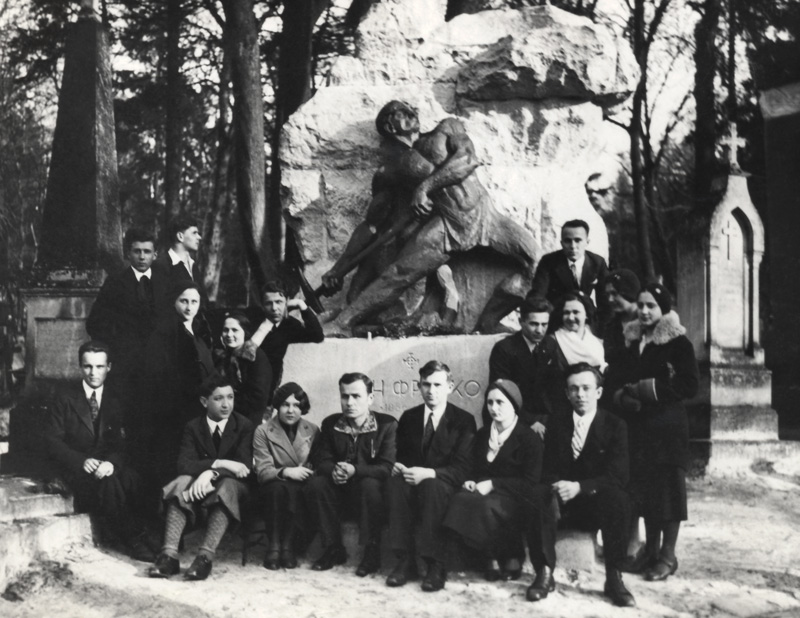
Я. Гніздовський (другий ліворуч у передньому ряду) з групою семінаристів біля могили Івана Франка на Личаківському цвинтарі (1930-ті)

Згодом з 1938 року він навчався у Варшавській академії мистецтв за стипендією митрополита Андрея Шептицького.
Через початок Другої світової війни з 1939 року навчався в Загребській академії мистецтв (Хорватія). Виїхавши із Заґреба в 1944 році, опинився в таборі для переміщених осіб поблизу Мюнхена, де пробув до 1949 року.
1949 — переїхав у США, оселився в місті Сент-Пол (Міннесота), де отримав посаду дизайнера в рекламній фірмі Brown and Bigelow.
1950 — переїхав у Нью-Йорк, улаштувався в Бронксі біля Ботанічного саду й зоопарку.
1956–1958 — удосконалював майстерність у Парижі. Там же 16 лютого 1957 року одружився з Стефанією Кузан — донькою вихідців з України після Першої світової війни.
Може, автор обкладинки до історично-мемуарного збірника «Бучач і Бучаччина» (його прізвище заклеєне, вказано інше).
Помер 8 листопада 1985 року в Нью-Йорку, був похований у колумбарії Собору Іоанна Богослова. 5 листопада 2005 року відбулося перепоховання урни з його прахом на Личаківському цвинтарі у Львові.

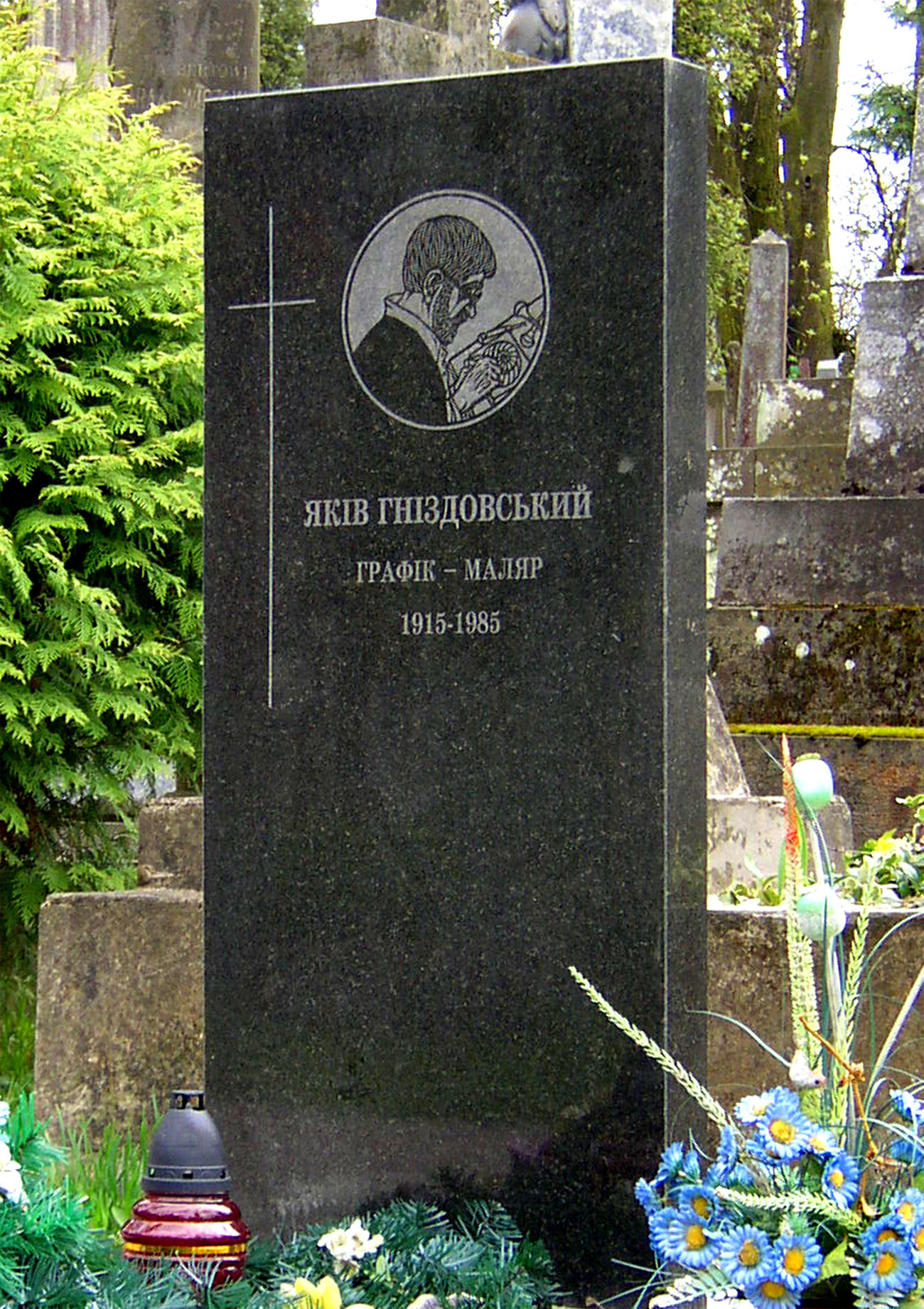
Надгробок на могилі Якова Гніздовського на Личаківському цвинтарі

Цікаво, що у 2005 році виповнилося 20 років від дня смерті художника і 90 від дня народження.

### Сім'я
Дружина — Стефанія (Фанні) (уроджена Кузан), донька — Марія-Марта (Міра).

## Творчість

### Ранній період
Схильність до малювання виявилася в Якова ще під час навчання в гімназії: це були невеликі начерки людей, пейзажів, домашніх тварин. У Львові Гніздовський активно ввімкнувся в художнє життя міста, вступивши в молодіжне крило Асоціації незалежних українських митців (АНУМ). Карикатурист Едвард Козак залучає його до ілюстрування львівської газети «Новий час» і журналу «Комар». Саме завдяки цій співпраці талант молодого графіка був помічений і оцінений меценатом і великим знавцем мистецтва митрополитом Андрієм Шептицьким, який надав Гніздовському стипендію для продовження художньої освіти у Варшавській Академії мистецтв, де він вивчав живопис та графіку.

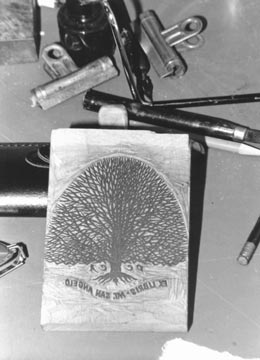
Дерев'яне кліше екслібриса роботи Я.Гніздовського

Навчаючись у Заґребській академії мистецтва Гніздовський також займається в основному живописом. Водночас він звертає увагу на ксилографію. Його перші роботи з дерева, створені в 1944 році, являють собою етюди фігур. Натхнення Яків Гніздовський черпав у гравюрах Альбрехта Дюрера. Одна із найоригінальніших ранніх гравюр художника «Кущ», створена ним тому ж 1944 року, містить елементи, які стануть провісниками його зріліших робіт. Зосередження на ізольованій формі природи, заповнення простору заплутаним переплетенням безлистих гілок — це ідеї, які стануть центральними для його стилю.
За час, що Гніздовський прожив в таборі для переміщених осіб поблизу Мюнхена, йому вдалося створити лише два дереворізи. Попри це, він активно займався графікою, працюючи відповідальним художнім редактором українського літературно-художнього щомісячника «Арка», а також ілюструючи популярне серед української діаспори видання «Грань». Крім цього художник працював над афішами, підручниками, рекламою, захоплювався екслібрисами.

### Американський період
Дебютне визнання в США художник отримав в 1950 році на виставці графіки в Міннеаполіському інституті мистецтв. За дереворит «Кущ» йому була присуджена друга премія. Друга нагорода була присуджена Гніздовському через кілька тижнів на торгово-промисловій виставці штату Міннесота за картину «Яйця». Ця нагорода підштовхнула його до думки переїхати в Нью-Йорк для того, щоб займатися виключно мистецтвом.
У США Гніздовський надихнувся японською ксилографією. На своїх роботах з дерева він часто зображував рослини і тварин. Основною причиною цього стала відсутність у художника необхідних коштів для оплати натурників після переїзду в Нью-Йорк. Однак те, що спочатку було лише змушеною заміною, пізніше стало його основною та улюбленою темою. Художник був добре відомий у всіх ботанічних садах Нью-Йорку, там він знаходив добровільних безкоштовних «моделей». Багато таких «моделей», згодних позувати, як писав художник, «за арахіс», він знайшов у Бронкському зоопарку. Однією з улюблених «моделей» Гніздовського був орангутан Енді, який жив в «Будинку мавп» Бронкського зоопарку. Коли Енді помер, Бронкський зоопарк відразу ж придбав ксилографію з його зображенням.
Інша улюблена «модель» художника — вівця із зоопарку Бронкса, що позувала для однієї з найвідоміших гравюр Гніздовського «Вівці». Ця гравюра була зображена на плакаті дуже успішної виставки Гніздовського в галереї Ламлі Казале в Лондоні.
Гніздовський різав переважно на вишні, груші, буку або яблуні. Більшість ксилографій художника була надрукована на васі (японському рижовому папері).

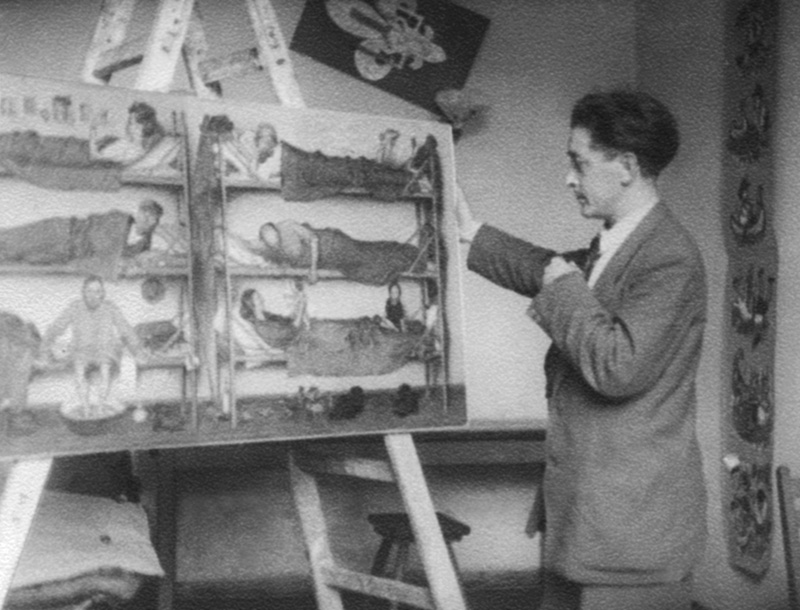
Я. Гніздовський біля картини «Переміщені особи» (1948)

У 1954 році відбулася його перша персональна виставка в США. Остаточне визнання майстерності Гніздовського в США відбулося, коли галерея Асоціації Американських Мистців у Нью-Йорку купила 220 відбитків його серії дереворізів «Сосни».
За два неповні роки проживання в Парижі, Гніздовський мав три успішні виставки. Там же він уперше виставив олійні картини, кераміку і скульптуру малих форм. Після 1960 року художній авторитет Гніздовського зріс, він здобув міжнародне визнання. Його роботи широко експонувалися в країнах Африки та на Близькому Сході, у Великій Британії, Західній Німеччині, Чехословаччині, Японії. Його гравюри стали темою документального фільму «Вівці в дереві», який одержав нагороду на кінофестивалі в Нью-Йорку. Пітер Вік, куратор відділу графіки бібліотеки Гарвардського університету, писав:

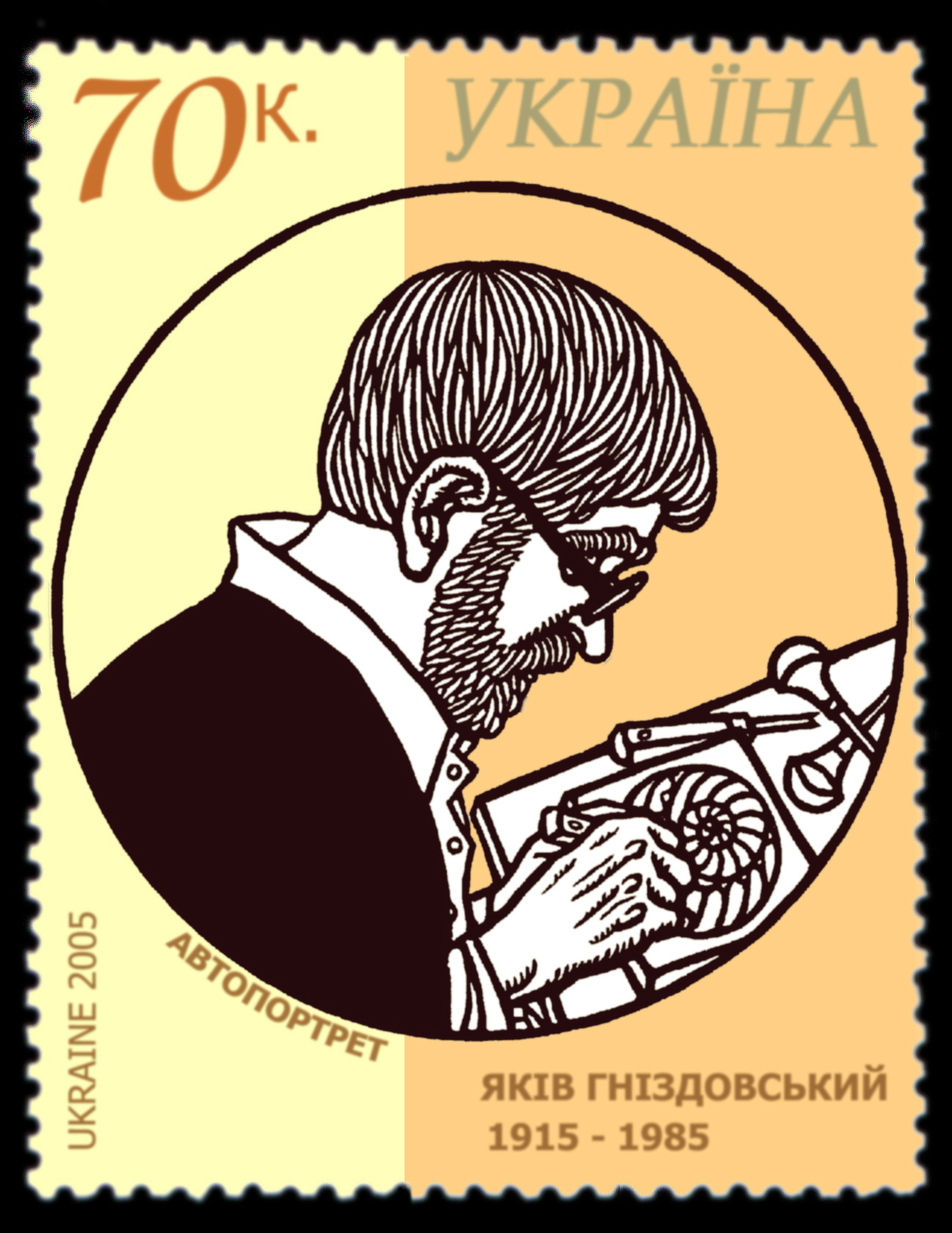
Я. Гніздовський. Автопортрет (стилізація для поштової марки України, дизайн А. Сдобникова)

| Ксилографія Якова Гніздовського є одним із найбагатших і найоригінальніших здійснень в американськім графічнім мистецтві за останні тридцять років. |
Яків Гніздовський — автор іконостасу для української греко-католицької церкви святої Трійці в Кергонксоні, (США).
Був членом редколегії журналу екслібристів Великої Британії й членом Американського товариства аматорів і творців книжкового знака, постійним кореспондентом журналу Філадельфійського відділу Об'єднання Мистців Українців в Америці (ОМУА) «Замітки з мистецтва». Він є автором ряду статей на художні теми. Його спостереження та думки вийшли в 1967 році в Нью-Йорку окремою книгою «Пробуджена царівна».

### Спадщина Якова Гніздовського
Митець малював олійними фарбами й темперою, різними твердими барвниками, гравіював на дерев'яних і металевих дошках, іноді займався скульптурою малих форм. Його спадщина складає сотні картин, а так само більш ніж 300 гравюр (ксилографії, офорти та ліногравюри). У свій час дві його картини — «Зимовий пейзаж» і «Соняшник» прикрашали кабінет президента США Джона Кеннеді в Білому домі. Придбала їх у Гніздовського сама Жаклін Кеннеді. Твори Я.Гніздовського зберігаються у приватних збірках та музеях, зокрема в Конгресовій бібліотеці, Бостонському музеї, Філадельфійському музеї, Університеті Делавер, Університеті Вашингтона, Батлер Інституті, фундації Вудварда, збірці Нельсона Рокфеллера (у США), а також у музеях Японії.
У 1990 удова художника Стефанія Гніздовська передала в дарунок музеям у Києві, Львові й Тернополі ряд його робіт, пізніше роботи художника були подаровані музеям в Івано-Франківську й Чернівцях. Кілька оригіналів його графічних робіт зберігаються в Борщівському краєзнавчому музеї. У 2005 році вдова художника передала в дарунок Львівському національному музею погруддя Якова Гніздовського роботи Лео Мола (англ. Leo Mol).
У Науковій бібліотеці НаУКМА, а саме в колекції Омеляна Пріцака зберігаються 12 графічних творів Я.Гніздовського. Також тут зберігаються листи та листівки Я.Гніздовського до Омеляна Пріцака, чию бібліотеку, архів та мистецьку збірку було передано до книгозбірні у 2007 році.
Яків Гніздовський виконав екслібрис Harvard College Ukrainian Seminar, частина якого стала логотипом українознавчого інституту у Гарварді. На логотипі центральне місце займає стилізоване зображення Староакадемічного корпусу Києво-Могилянської академії після його перебудови у XVIII ст., над яким розміщені три відкриті книги з гаслом Гарвардського університету «Veritas» (з лат.: «істина»). Офіційні документи УНІГУ, всі його видання, Гарвардська бібліотека давнього українського письменства, інформаційно-довідкові матеріали донині містять зображення цього логотипу.
Твори Гніздовського виставляються, публікуються в книжках як ілюстрації. Його архіви розміщаються в Слов'янському відділі Нью-йоркської публічної бібліотеки.

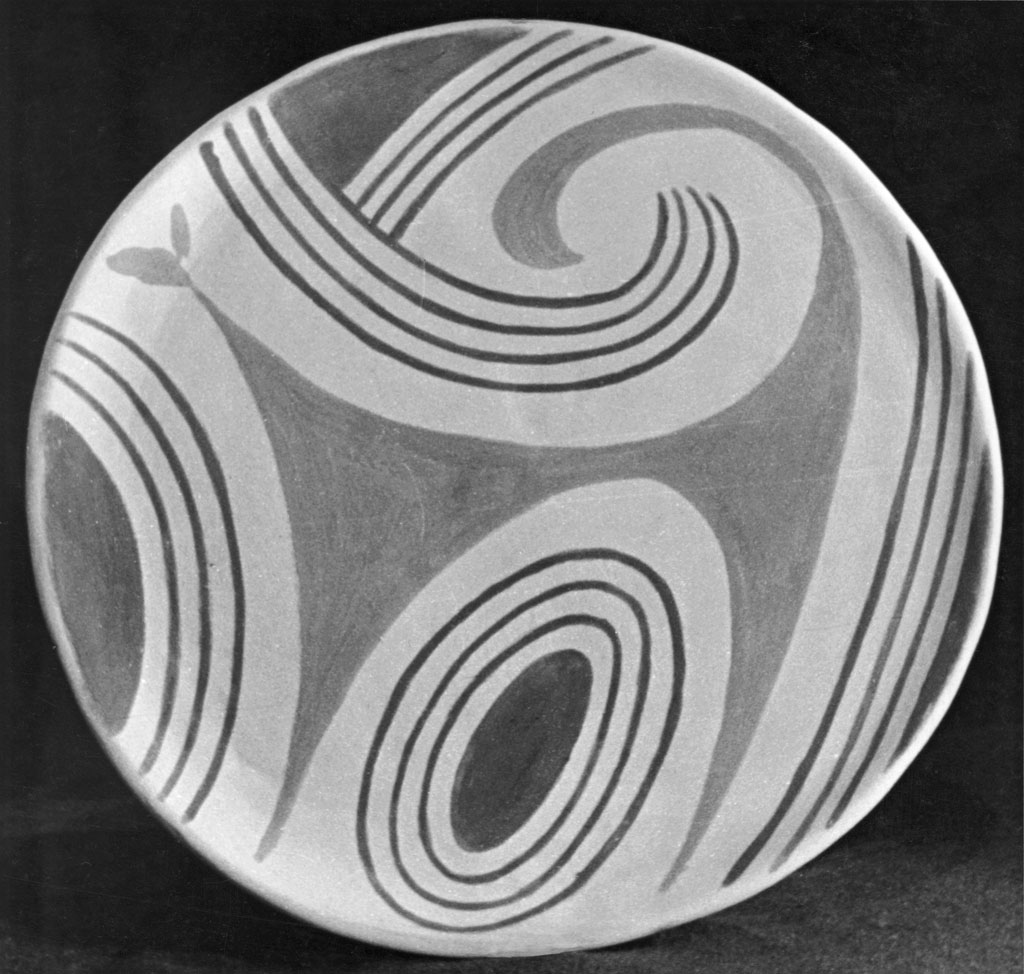
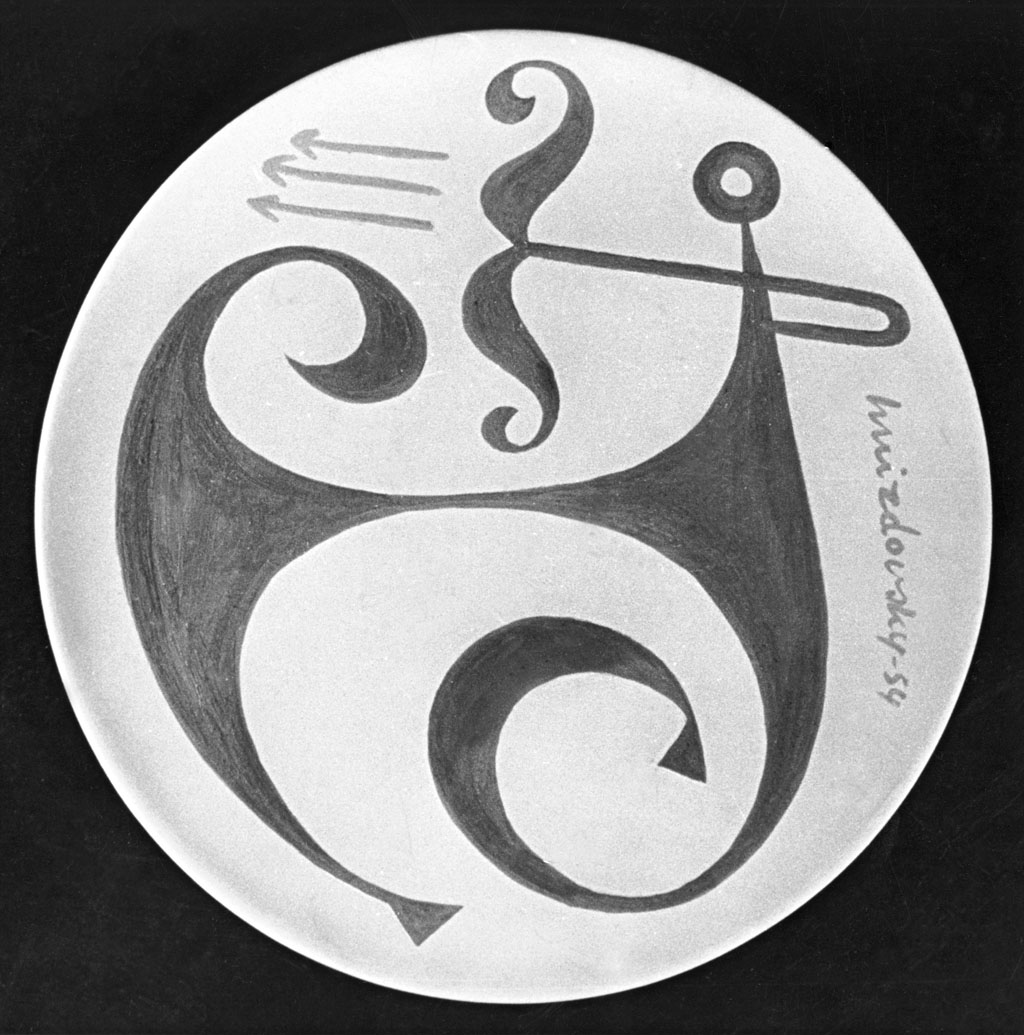
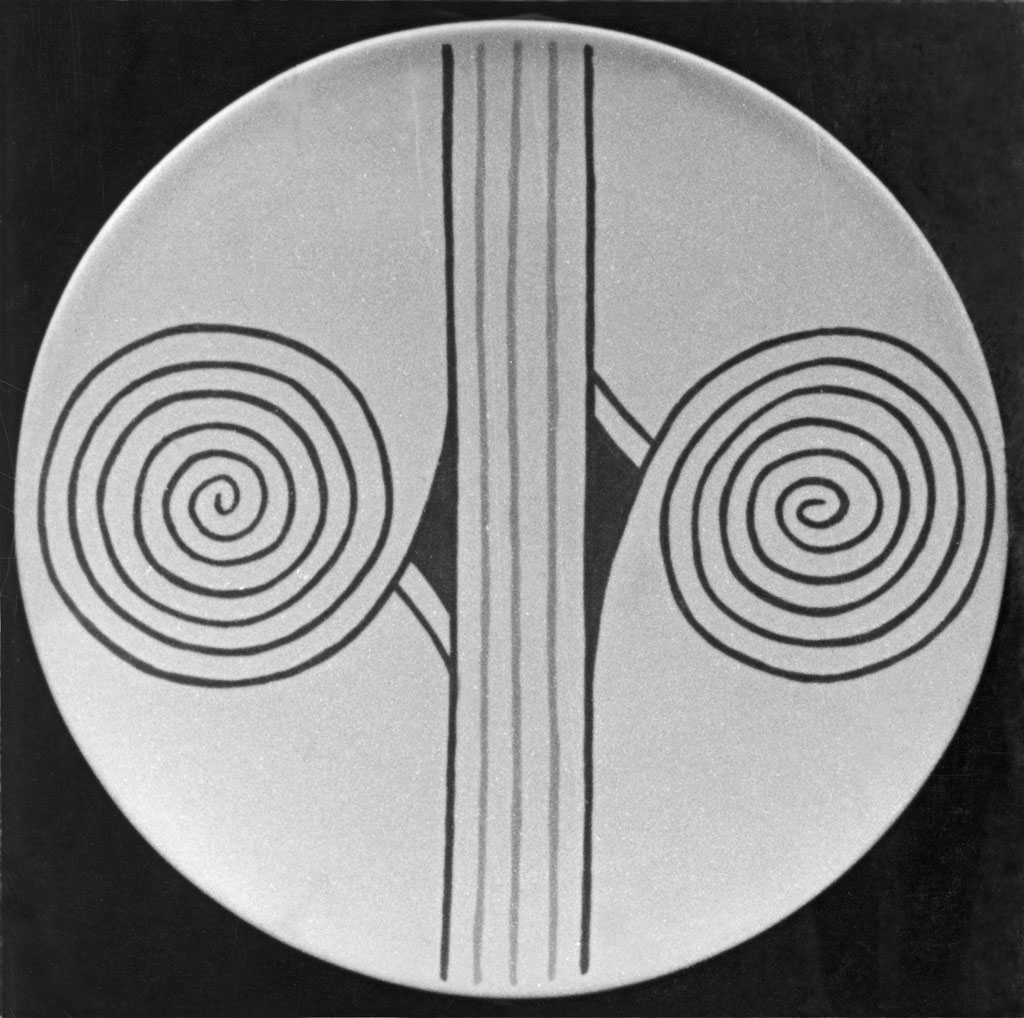
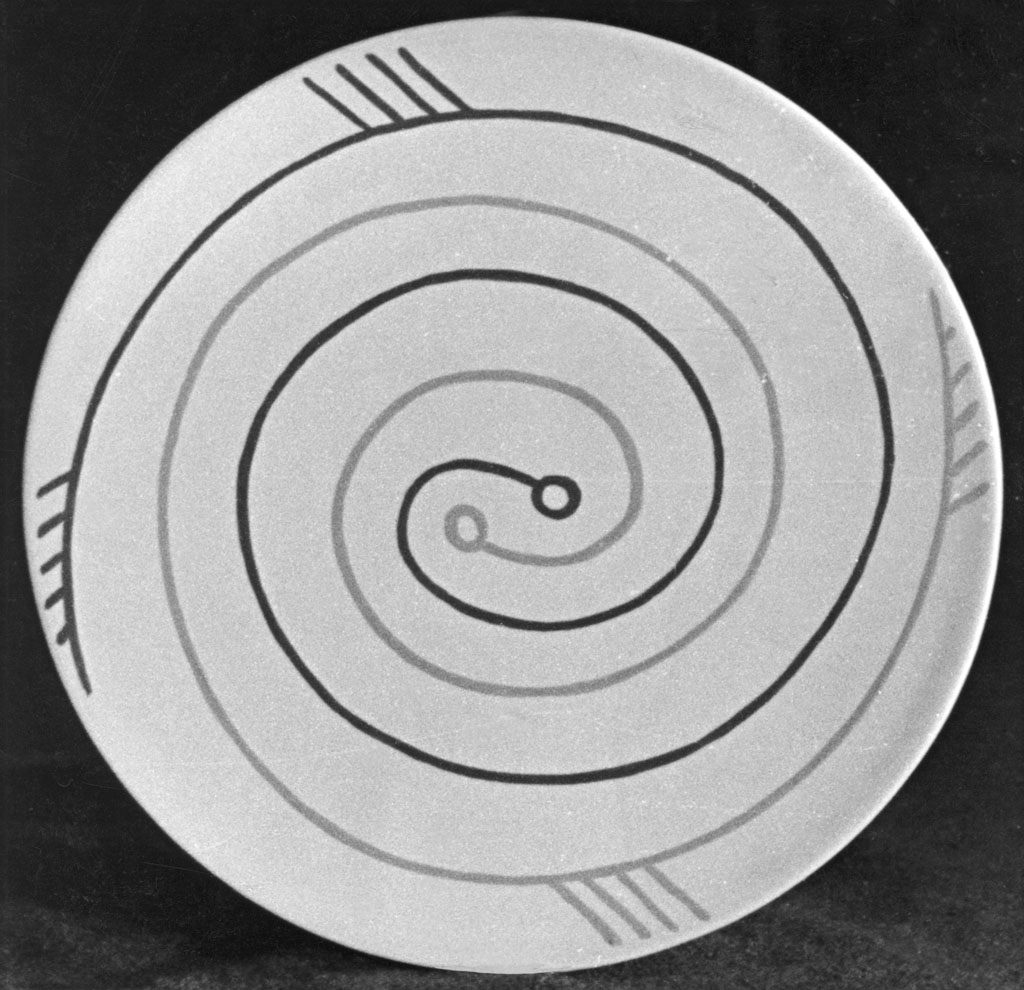
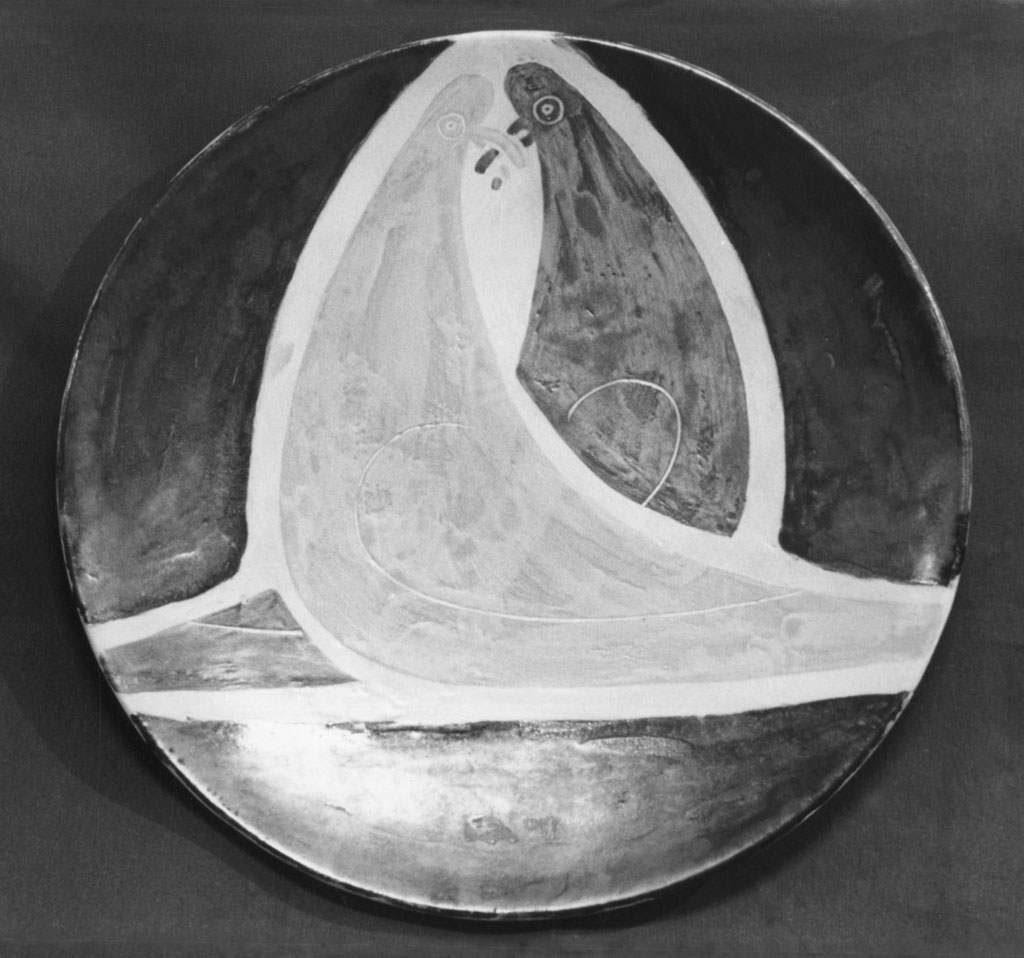
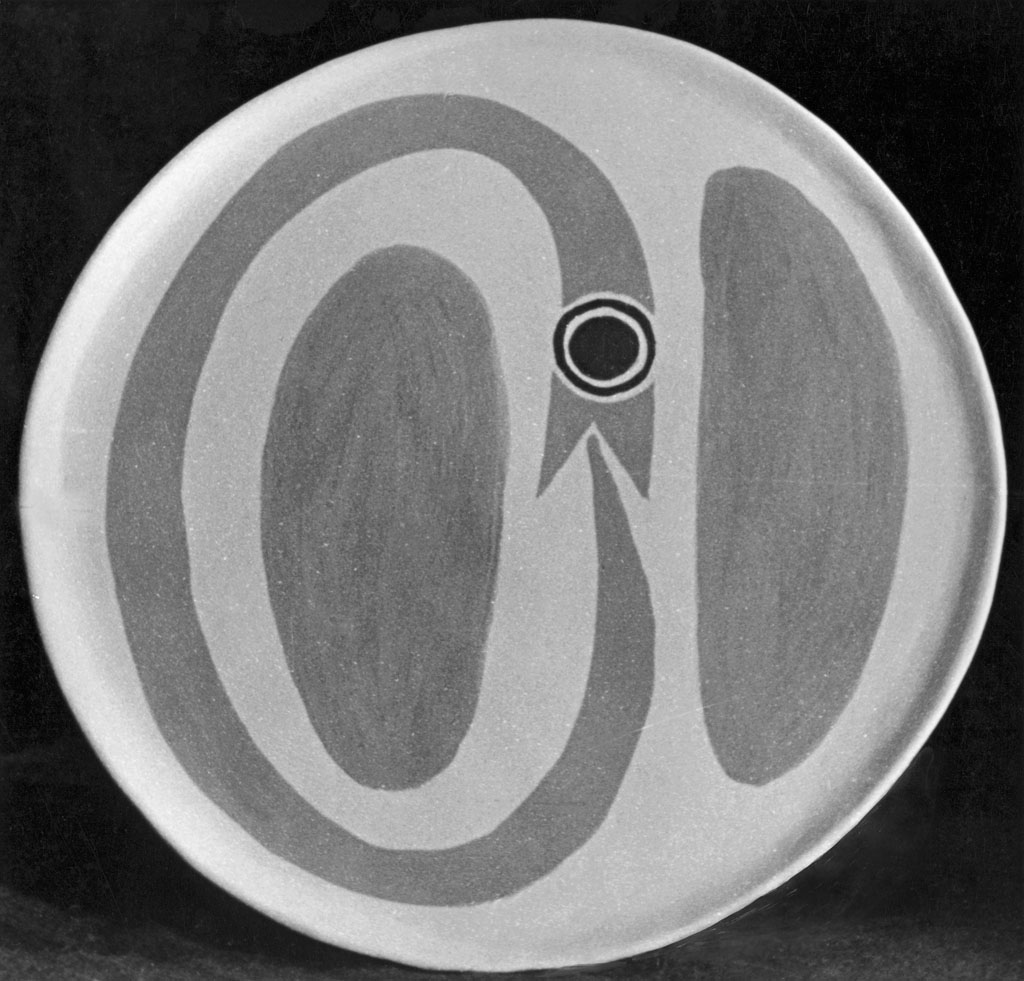
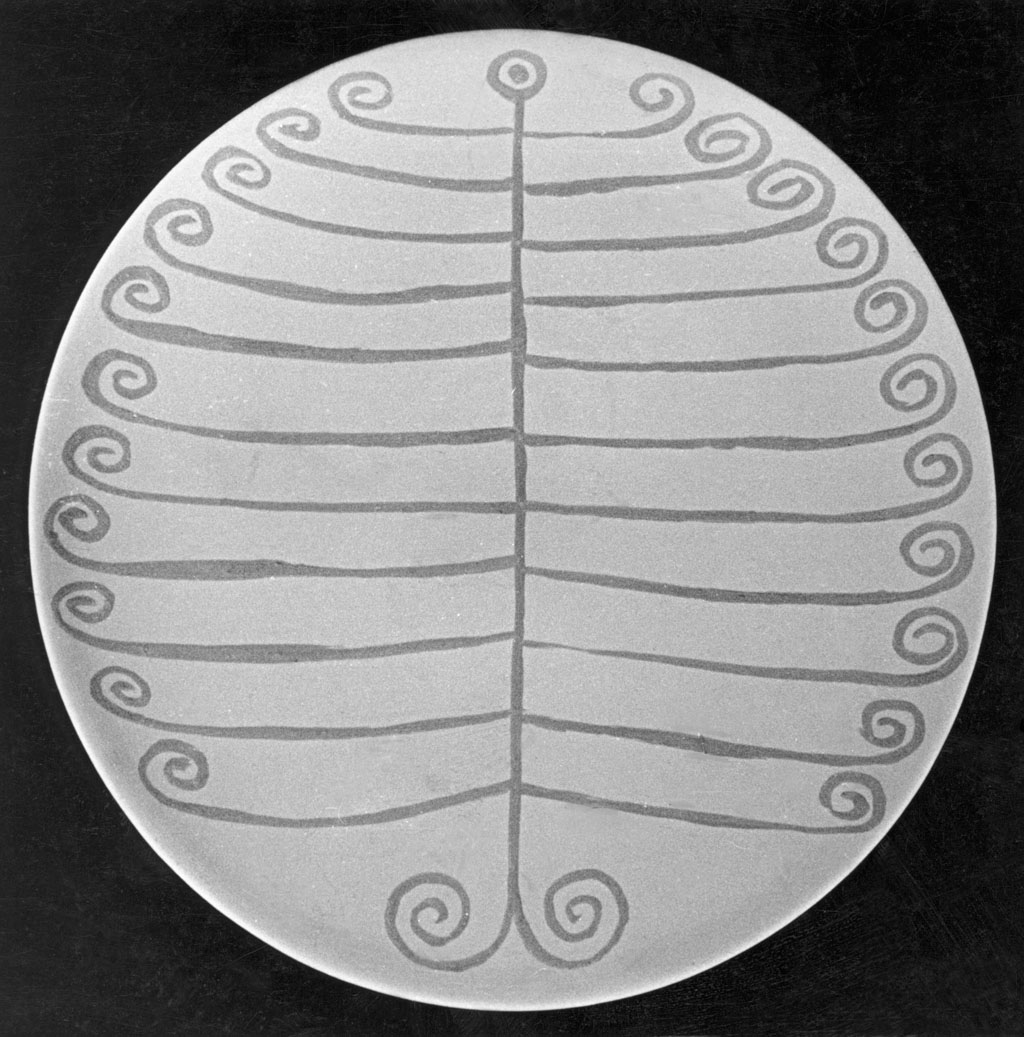
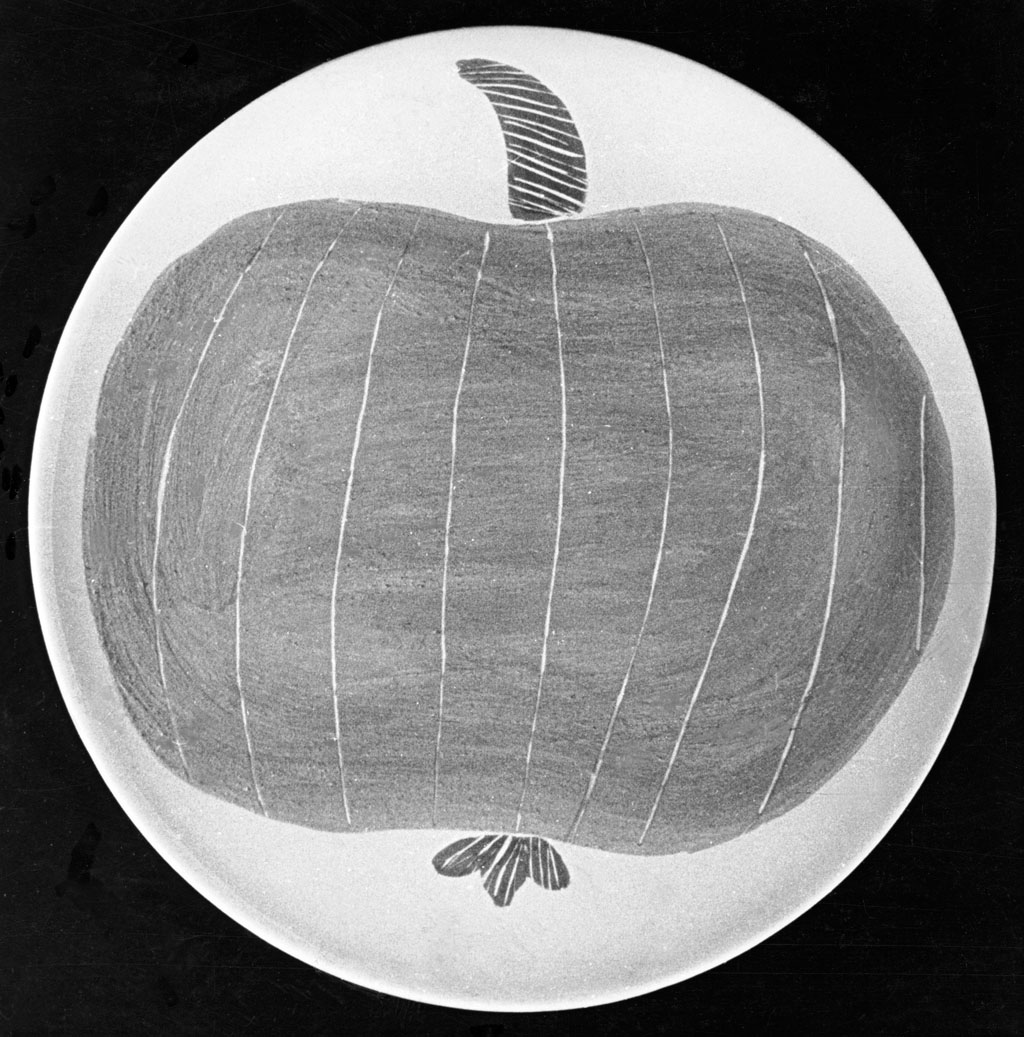
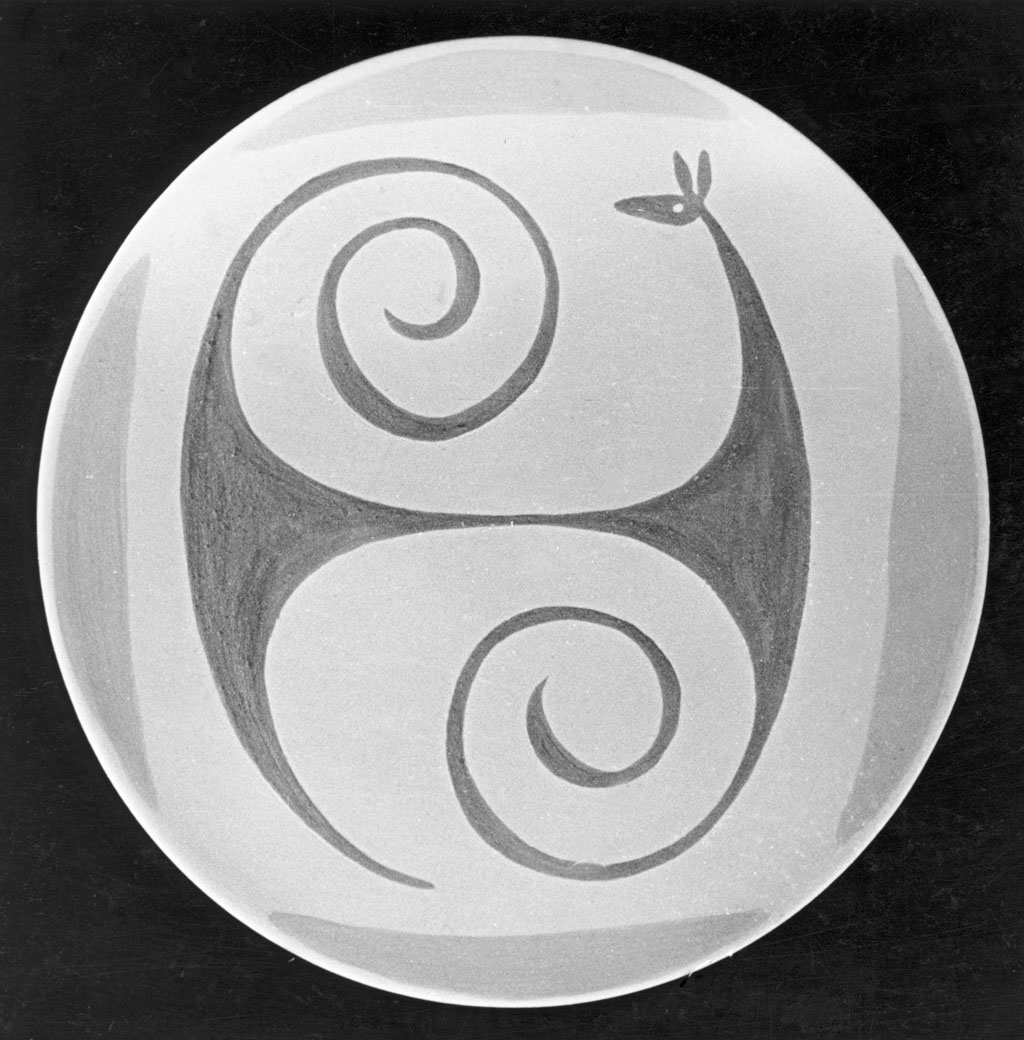
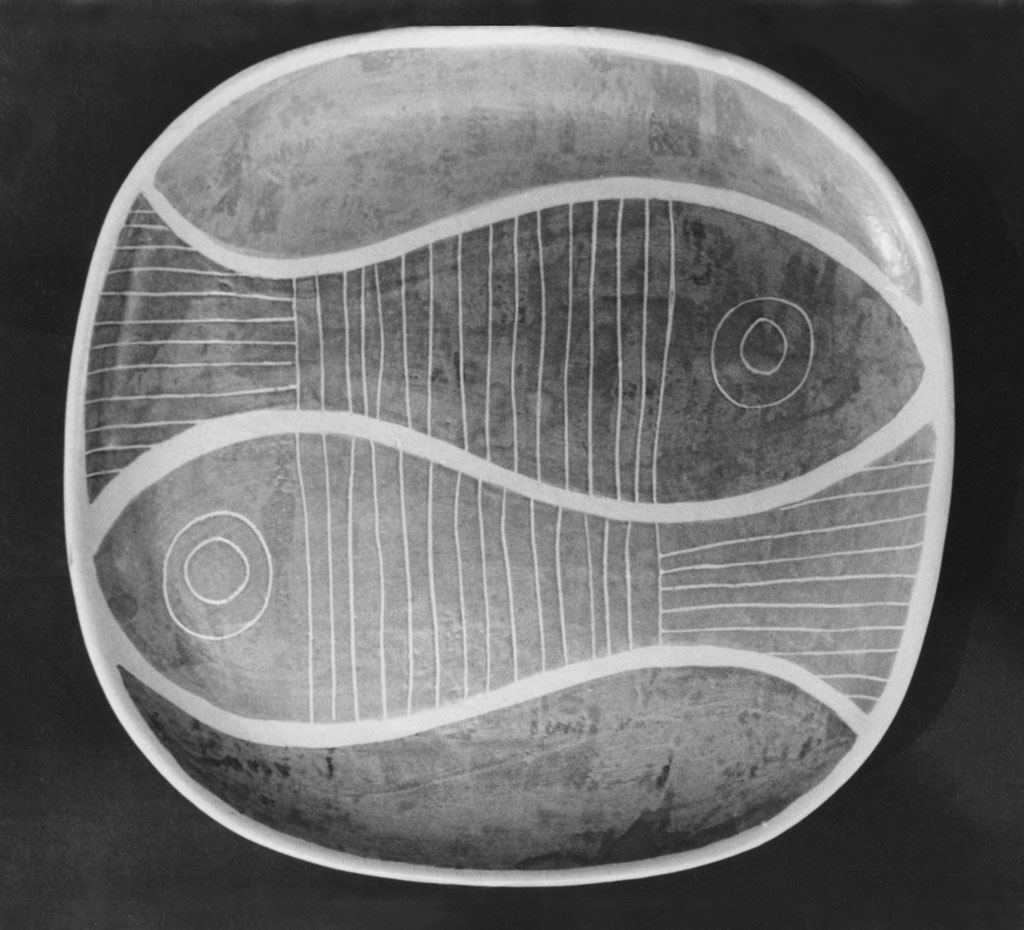

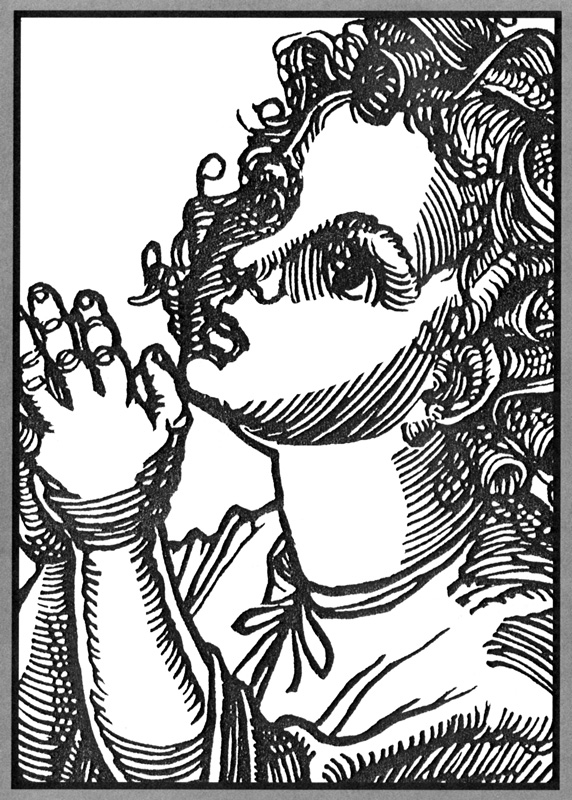
Різдвяна листівка
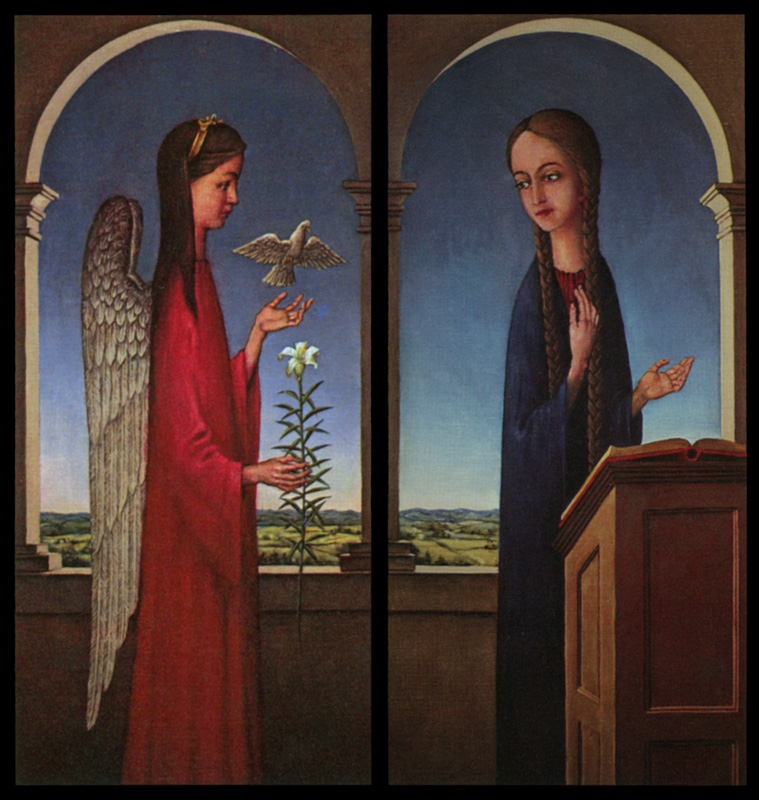
Благовіщення
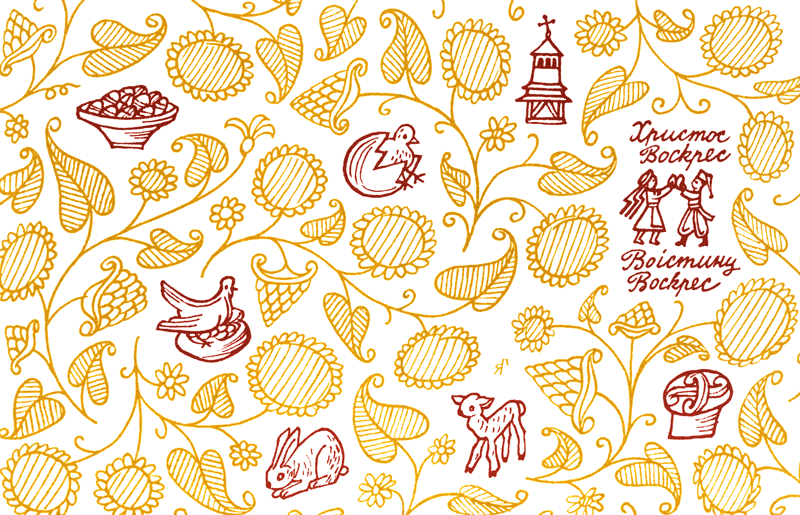
Пасхальна листівка
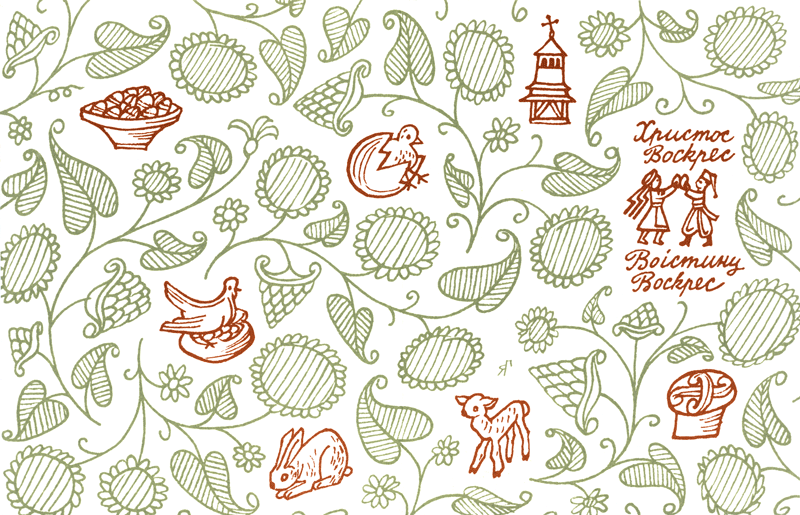
Пасхальна листівка
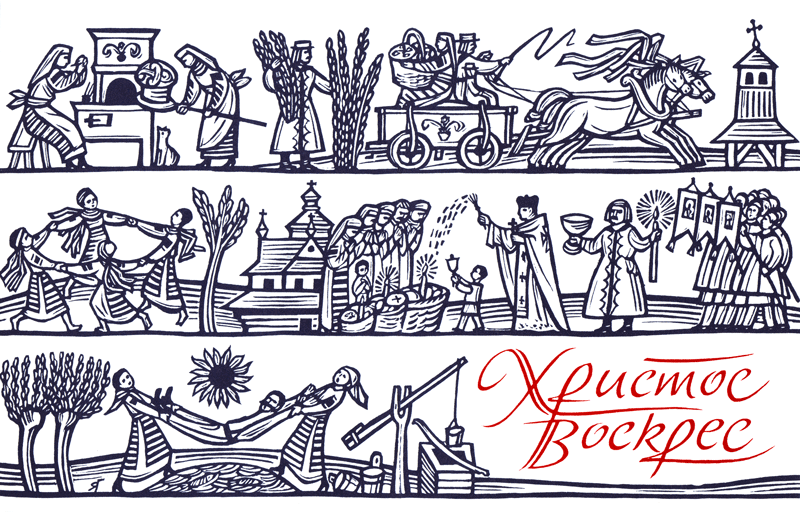
Пасхальна листівка
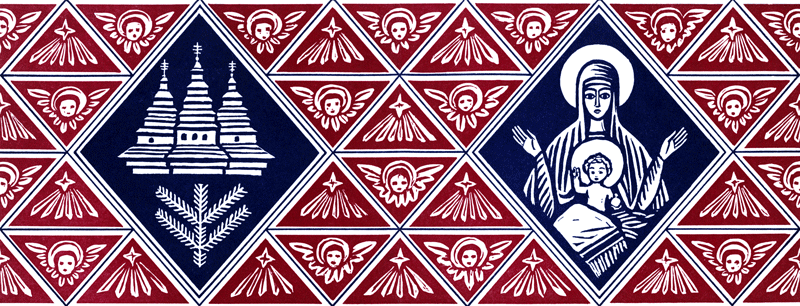
Різдвяна листівка
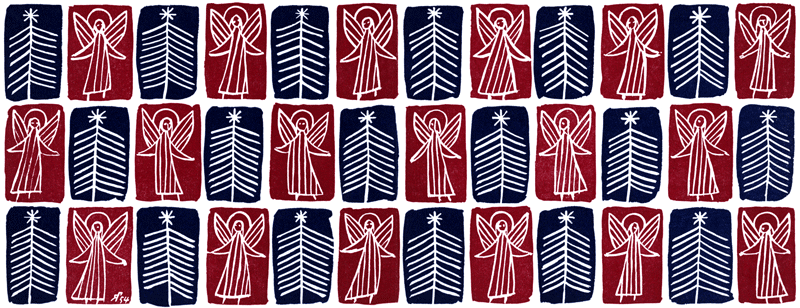
Різдвяна листівка
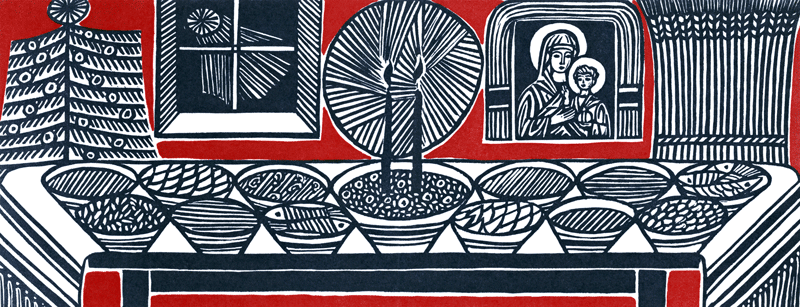
Різдвяна листівка

### Створення марок

Пам'ятний блок з марками пластової пошти, присвячений 50-ій річниці організації Пласт, виданий у Нью-Йорку

Яків Гніздовський є автором марок пластової пошти, які видавалися в нью-йоркському пластовому таборі «Вовча Тропа».
Перша серія із 4 марок, виконаних за проєктом Гніздовського, була випущена 29 травня 1954 року Пластовою командою Свята Весни округу Нью-Йорк на честь Свята Весни. Художник зобразив пластовий знак відмінності і Святого Юрія, патрона Пласту. Марка була видрукувана офсетною печаткою в друкарні «Small Photo-offset Reproduction» у Нью-Йорку. Одночасно були виготовлені карт-максимуми. Марки гасили спеціальним штемпелем, виконаним за малюнком Я.Гніздовського.
28 серпня 1961 року був випущений блок із 4 ювілейних марок на честь 50-ї річниці «Пласту». Проєкти цих марок були також підготовлені Яковом Гніздовським. На марках були зображені портрети основоположника Пласту Олександра Тисовського, колишнього голови «Пласту» Северина Левицького, золотий ювілейний значок Пласту та перша марка пластової пошти 1926 року.

## Вшанування пам'яті
|                                                    |  |  |
| Ювілейна монета НБУ присвячена Якову Гніздовському |  |  |

- Вулиця Гніздовського у Львові (до 1993 року вулиця Левандівська).[20]
- Вулиця Гніздовського у Борщеві.
- Вулиця Якова Гніздовського у Тернополі.
- Вулиця Якова Гніздовського у Києві.[21][22]
- 5 листопада 2005 року в Національному музеї Львова відкрилася ретроспективна виставка творів Якова Гніздовського з колекцій музеїв Львова, Києва та Тернополя, присвячена перепохованню праху художника у Львові, а також 90-річчя від дня його народження та 20-річчю з дня смерті.
- 16 червня 2014 року голова Тернопільської обласної державної адміністрації Олег Сиротюк підписав розпорядження «Про відзначення в області 100-річчя від дня народження Якова Гніздовського» [Архівовано 9 січня 2015 у Wayback Machine.] та затвердив ювілейні заходи.
- 100-річчя від дня народження майстра постановою № 184-VIII Верховної Ради України від 11 лютого 2015 року відзначалося на державному рівні[23]. Національний банк України ввів в обіг з 31 березня 2015 року тиражем 30000 штук пам'ятну монету з нейзильберу номіналом 2 гривні, присвячену цій події. На аверсі та реверсі розміщені роботи Якова Гніздовського — стилізований «Соняшник» (1974 рік) та «Автопортрет» (1981 рік)[24].
- 20 жовтня 2018 року на території чортківської гімназії імені Маркіяна Шашкевича, за ініціативи клубу випускників гімназії «Ridna Shkola Alumni Club», було встановлено пам'ятник із зображенням портрета графіка, а також три авторські роботи, а саме: «Зебра», «Дерево», «Сова». Дерево обрали як символ зростання (приклад для учнів школи), сову — як символ мудрості.

## Книги, ілюстровані роботами Я. Гніздовського
- Tahir A. M., Jr. Jacques Hnizdovsky Woodcuts and Etchings [Архівовано 14 вересня 2018 у Wayback Machine.]. — Pelican Publishing Co, 1987. — ISBN 0882894870.

У каталозі показані всі гравюри, створені художником; каталог багато ілюстрований.
- Гніздовський: малюнки, графіка, кераміка, статті [Архівовано 14 вересня 2018 у Wayback Machine.]. —Нью-Йорк: Видавництво «Пролог», 1967. — 178 с.
- Hnizdovsky J. Jacques Hnizdovsky Ex Libris / S. Hnizdovsky. — 1986. — ASIN B0007BYZ94.

У каталозі представлено 54 екслібрису, які художник створив для друзів, родини, музеїв і бібліотек.
- Творець відображень, збірка поезій Стенлі Кюніца, Видавництво «Факт» Міжнародні Комунікацї, Київ/Нью-Йорк, 2003.